# Lenovo
A Lenovo Group Limited (联想集团有限公司) kínai vállalat, a világ vezető személyi számítógép-gyártója. Az eladott darabszámokat illetően a 2012-es évben maga mögé utasította a korábbi világelső Hewlett-Packardot. A vállalatot 1984-ben alapította egy 11 tervezőmérnökből álló csapat – Legend néven – Pekingben Liu Chuanzhi vezetésével, de a tőzsdén 1988-ban jelent meg Hongkong székhellyel. 2005-ben a Lenovo megvette az IBM PC divízióját. Cégközpontjaik az amerikai Észak-Karolina állambeli Morrisville, a kínai Peking, valamint Szingapúr.
A "Lenovo" mint név a „Le” (a Legendből) és a ,,Novo” (új) szavak összevonásából jött létre.
A Lenovo az asztali számítógépeken és laptopokon kívül szervereket s kézi számítógépeket, képleolvasókat, és mobilkészülékeket is értékesít. A Lenovo egyéb információs technológiai termékekkel is foglalkozik és szerződéses gyártást is végez. FM365.com portálján keresztül internetelérést is kínál az ezzel nem rendelkező kínai állampolgároknak.

## Története

### Az IBM PC részleg megszerzése
2004 decemberében a Lenovo még viszonylag ismeretlen volt a Kínai Népköztársaságon kívül. Hirtelen azonban a címlapokra került a cég: bejelentette szándékát az IBM PC részlegének megvásárlására. A Lenovo ezzel a nyugati világ felé óhajtott terjeszkedni, miközben a világ 3. legnagyobb PC gyártójává válik. Ekkor egyébként már az ázsiai piac 25%-át uralta, ami jórészt annak köszönhető, hogy számítógépeit jó áron értékesíthette Lenovo fémjelzésű márkaboltjaiban, egész Kínában. 
Hogy kitűzött célját beteljesítse, a Lenovo 1.27 milliárd dollárt fizetett az IBM-nek, ebből 670 milliót pénz, további 600 milliót Lenovo részvények formájában.
2005. március 9-én az Amerikában Befektető Külföldi Cégekkel Foglalkozó Bizottság bejelentette, hogy felülvizsgálta és jóváhagyja az ügyletet, melynek végső mozzanataira 2005. május 3-án került sor, minek eredményeképpen a Lenovo a ThinkVision, ThinkPad, ThinkVantage, ThinkCentre, Aptiva, és a NetVista termékcsaládokkal bővült. Május elsején a Lenovo részvényei a következőképpen alakultak: 35,2% egyéni részvényes, 46,9%-a Legend Holdings Limited birtokában, és 19,9% IBM részvény.

### Legend-Lenovo-IBM Kronológia

#### 80-as évek
- 1981: az IBM PC divízió (a továbbiakban IBM PCD), bemutatja első személyi számítógépét, az IBM PC-t.
- 1984: az IBM PCD bemutatja első hordozható számítógépét, az IBM Portable PC-t, tömege mintegy 14 kg. 30 000 dolláros kezdőtőkével, Liu Chuanzi vezetésével és 10 kollégájával megalakul az ,,Új Technológiai Fejlesztő” (New Technology Developer) névre hallgató részvénytársaság, amit a Kínai Tudományos Akadémia is támogatott.
- 1986: IBM PCD bemutatja első laptop computerét, a PC Convertible-t, melynek tömege kb 6 kg
- 1987 :az IBM PCD bemutatja a Personal System/2 személyi számítógépét. A Legend sikeresen bemutatja kínai karakterkészletét.
- 1988: a Legend Kínai karakterkészlet elnyeri a ,,nemzeti kutatásért és fejlesztésért” díjat a Kínai Népköztársaságtól. Megalakul a Legend Hong Kong.
- 1989: Beijing Legend Computer Csoport megalakulása

#### 1990-es évek
- 1990: Piacra kerül az első Legend PC. Az eddigi ,,importáló ügynöki” szerep helyett saját Legend termékek, melyeket ugyancsak a Legend cég forgalmaz. A Legend PC-ket a Kínai Fáklya Program ratifikálta és jóváhagyta.
- 1992: az IBM PCD bemutatja ThinkPad sorozatot, melyet az iparban elsőként, 10,4”-es TFT képernyővel szerelték és TrackPoint egérrel. Mindeközben a Legend újraértelmezi az otthoni PC fogalmát és az 1 + 1 személyi PC-k betörnek a kínai piacra.
- 1993: a Legend belép a Pentium-korszakba, legyártja a Kínai Népköztársaság első 586-os PC-jét. A Legend létrehozza 1 + 1-es kereskedelmi hálózatát.
- 1994: az IBM PCD bemutatja az elektronikai ipar első beépített CD-ROM-mal rendelkező laptopját, ami a ThinkPad 755CD névre hallgatott. A Legend cég belép a Hong Kong-i Tőzsdébe. Hivatalosan létrejött a Legend business PC divízió.
- 1995: IBM PCD piacra hozza a “butterfly” billentyűzetet. A részleg floridai Boca Ratonból, Raleighbe (Észak-Karolina) költözik. A Legend cég bemutatja első saját szerverét.
- 1996: A Legend Kínában vezető piaci pozícióba kerül. Megjelenik az első Legend márkájú laptop.
- 1997: az IBM PCD az elektronikai iparban ismét először – bemutatja a DVD-ROM-mal szerelt ThinkPad 770-est. A Legend aláírja a Microsofttal az „Intellektuális Tulajdonról” (Intellectual Property Agreement) szóló megállapodást. Ez a legértékesebb megegyezés volt a kínai cég számára, és Kínának is akkortájt. Kijön az első Legend multifunkciós lézernyomtató.
- 1998: az IBM PCD piacra dobja a ThinkLight-ot, ami lehetővé teszi a billentyűzet megvilágítását, gyenge fényviszonyok közötti használatát. Legördül a futószalagról az 1.milliomodik Legend PC. Az Intel elnöke, Andy Grove részt vesz az ünnepségen, és elviszi a PC-t az Intel múzeuma számára. A Legend megalapítja az első Legend Shop-ot.
- 1999: az IBM PCD bemutatja a sub-notebookot, amely kevesebb mint 1.35 kg, szabványos portokkal, és olyan billentyűzettel, melynek mérete a normál billentyűzet 95%-a. A Lenovo bejelenti kilépését a kereskedelmi üzletágból. Az IBM PCD bemutatja első biztonsági chippel szerelt PC-jét. Eközben a Legend az Ázsia–Csendes-óceáni régió legfőbb PC eladójává vált. A Legend úttörő lépéseket tesz Internet PC-jével és a „one-touch-to-the-net” megoldással hozzájárul milliónyi kínai PC felhasználó jobb, könnyebb internet-hozzáférésehez.

#### 2000-től napjainkig
- 2000: IBM PCD leszállítja 10 milliomodik Thinkpad notebookját. A Legend alapító részvényese a Hang Seng Index-nek – HK. A Legend bekerül a világ 10 legjobban szervezett PC értékesítő cégei közé.
- 2001: a beépített biztonsági chippel szerelt IBM notebookok megfelelnek az adatbiztonsággal kapcsolatos szabványokkal foglalkozó Trusted Computing Platform Alliance előírásainak. A Legend megválik a Hong Kongi Tőzsdén is jegyzett Digital China Co. Ltd-től. A Legend elnöke és vezérigazgatója Yuanqing Yang lesz. A cég előrukkol a „digitális otthon” koncepciójával és elindul a ,,kiegészítőkkel együttműködő PC” program.
- 2002: A Lenovo bejelenti a Sanmina-SCI-vel ,,közös forrás” programját. Debütál a DeepComp 1800-as szuperkompjúter, amely Kína első 1 000 GFLOP (lebegőpontos számolási művelet/ másodperc) teljesítményű gépe, a Népköztársaság leggyorsabb civil használatra szánt gépe és a világ 500 leggyorsabb gépeinek listáján a 43. helyezést éri el. Bejelentik a mobiltelefon-készülékek gyártását végző vállalkozás létrehozását, mellyel a Legend hivatalosan is belép a mobil üzletágba.
- 2003: A Lenovo piacra dobja új notebookját, melynek akkumulátora akár 11 órát is bír. Létrejön a ThinkCentre asztali PC-vonal, miközben a ThinkPad notebookok értékesítése eléri a 20 milliós darabszámot.
- 2004: 100 milliomodik Lenovo PC. A Lenovo hivatalos olimpiai partner lesz. Megkezdődik a “Yuanmeng” PC-k gyártása, mellyel a kis falvakban élő otthoni felhasználókat célozzák meg. Az IBM és a Lenovo között megállapodás születik arról, hogy a Lenovo átveszi az IBM Személyi számítógép divízióját, teljes PC üzlet ágát (az asztali számítógépet és notebookokat is beleértve)
- 2005: a Lenovo befejezi az IBM Személyi számítógép divíziójának teljes átvételét, melynek eredményeképp a Lenovo a világ 3. legnagyobb számítógépgyártó cégévé lépett elő. A Lenovo bejelenti 350 millió dolláros stratégiai befektetési alapját, melyet 3 saját tőkéjű cég kap: a Texas Pacific Group, a General Atlantic LLC és a Newbridge Capital LLC.

Létrejön egy új kutatási központ a Research Triangle Park-ban. Megjelenik az X41 tablet PC sorozat és a Z60-as széria. A Lenovo új elnök-vezérigazgatójának William Ameliót nevezik ki.
- 2006: A Lenovo piacra dobja kétmagos processzorral ellátott notebookjait. A Lenovo a 2006-os torinói téli olimpiai játékok támogatója; 5000 PC-t, 350 szervert és 1000 laptopot biztosít számukra. Az első Lenovo márkájú termékek debütálnak világszerte – először Kínán kívül.
- 2008: A Lenovo licenc megállapodást köt az IBM-mel, melynek alapján lehetősége nyílik az az IBM System x (x86 alapú) szerverek OEM gyártására. Az új szerver termékcsaládot ThinkServer-eknek hívják. Indulásként 1 vagy 2 processzoros, torony vagy rackes kivitelben érhetők el. A megállapodás értelmében az eszközök hardverfelépítése azonos, azonban szoftver és szolgáltatás szinten már különböznek. A szerverek szervizelését 100%-ban a Lenovo szervizpartnerei látják el.

## Termékek
A Lenovo termékei:
- Asztali számítógépek: ThinkCentre
- Hordozható számítógépek: Lenovo 3000, ThinkPad, és tablet PC-k
- Netbook hordozható számítógépek: IdeaPad S9e, S10e
- LCD és katódsugárcsöves monitorok: ThinkVision
- Grafikus munkaállomások: ThinkStation
- Szerverek: ThinkServer
- Garancia-kiterjesztések: ThinkPlus
- Tartozékok és kiegészítők

## Szponzori tevékenysége a sportok terén
A Lenovo aktív szponzora napjaink világraszóló sportrendezvényeinek:
- A 2006-2007-es szezonban az NBA szponzora[5]
- A 2006-os Torinói téli olimpiai partner szponzora[6]
- A 2008-as Pekingi olimpia fő szponzora
- 2006-2008-ig a Magyar Olimpiai csapat Aranyfokozatú támogatója[7]
- 2007-2008-ig a Forma1-es AT&T Williams Forma 1-es csapat támogatója
- 2009-ben a Vodafone McLaren Mercedes Formula–1-es csapat támogatója[8]
- 2012-től az amerikai NFL (National Football Legaue) technológia partnere
- 2018-2019 a Scuderia Ferrari Formula–1-es csapat támogatója.[9]
- 2018-tól a Ducati gyári MotoGP- csapatának támogatója, 2021-től névadó főszponzora.

## Biztonság

### Lenovo Accelerator
A Duo Labs jelentette, hogy 2016 júniusáig a Lenovo még mindig bloatware-t installál a számítógépeire, ami biztonsági kockázatokhoz vezethet, amint a felhasználó bekapcsolja a készüléket. Lenovo azt javasolta, hogy a felhasználók töröljék le az alkalmazást. A Lenovo szerint az alkalmazást arra tervezték, hogy felgyorsítsa a Lenovo alkalmazások betöltését. Ez viszont egy közbeékelődéses támadásra felhasználható biztonsági rést hozott létre.

### Az amerikai tengerészgyalogság hálózatának biztonsági megsértése
2021 februárjában a Bloomberg Business arról számolt be, hogy az amerikai nyomozók 2008-ban megállapították, hogy az amerikai hadsereg iraki katonai egységei olyan Lenovo laptopokat használtak, melyekben a hardvert módosították. Egy 2010-es tanúvallomás szerint „nagy mennyiségű Lenovo laptopot adtak el az amerikai hadseregnek, melyek alaplapján egy olyan chip volt, ami rögzítette az összes adatot, melyet a laptopba bevittek, és azt visszaküldte Kínába.”